# Жидков, Пётр Анфимович
Пётр Анфимович Жидков (21 июня 1904, Иваново — 6 ноября 1943, с. Хотов, Киевская область) — Герой Советского Союза, оперуполномоченный отделения контрразведки «СМЕРШ» мотострелкового батальона 71-й механизированной бригады 9-го механизированного корпуса 3-й гвардейской танковой армии 1-го Украинского фронта, старший лейтенант.

## Биография
Родился в 1904 году в городе Иваново-Вознесенск (с 1932 года — Иваново) в рабочей семье. Русский. Семья была многодетной, кроме Петра было ещё семь братьев и сестёр. Чтобы помогать отцу содержать семью, в 15 лет стал трудиться сапожником. В 1921 году стал работать на фабрике «Красная Талка». Окончил годичную профтехшколу в Москве, работал на недавно построенном меланжевом комбинате. Член ВКП(б) с 1929 года.
Был направлен на учёбу в Коммунистический институт журналистики им. Володарского в Ленинграде. Вернувшись в Иваново, работал редактором многотиражной газеты «Массовик» на фабрике имени Жиделева.
В Красной Армии с июня 1941 года. Окончил курсы НКВД. На фронте с июня 1942 года. Служил оперуполномоченным отделения контрразведки «СМЕРШ» в 7-й саперной и 39-й танковой бригадах. Старший лейтенант Пётр Жидков отличился в битве за освобождение столицы Украины города Киева.
6 ноября 1943 года в бою в районе села Хотов (Киево-Святошинский район Киевской области) во фланг наступающим за танками мотострелкам ударил гитлеровский отряд. Из-за внезапности удара и превосходящих сил противника бойцы растерялись. Тогда старший лейтенант Пётр Жидков проявил мужество и героизм, личным примером поднял солдат в контратаку. В рукопашном бою уничтожил нескольких гитлеровцев, но и сам погиб от осколка гранаты. Его действия обеспечили прикрытие фланга батальона.
Похоронен на месте боя, в селе Хотов Киевской области.
Указом Президиума Верховного Совета СССР «О присвоении звания Героя Советского Союза генералам, офицерскому, сержантскому и рядовому составу Красной Армии» от 10 января 1944 года за «образцовое выполнение боевых заданий командования на фронте борьбы с немецко-фашистскими захватчиками и проявленные при этом отвагу и геройство» был удостоен посмертно звания Героя Советского Союза. Стал первым фронтовым контрразведчиком, удостоенным этого высокого звания за годы Великой Отечественной войны. Также награждён посмертно орденом Ленина.

## Память
- В Иванове имя Героя увековечено на мемориале героев-ивановцев, на памятниках ученикам школы № 38 и рабочим фабрики «Красная Талка», на здании фабрики им. Жиделёва установлена мемориальная доска в его честь, одна из улиц г. Иваново названа именем старшего лейтенанта Жидкова П. А..
- В селе Хотов и на здании фабрики в Иваново, где он работал, установлены мемориальные доски.
- В декабре 2018 года Почта Луганской Народной Республики выпустила посвященную П.Жидкову марку, входящую в блок «100 лет органам военной контрразведки»[2].